# Sebilo
Sebilo is een bestuurslaag in het regentschap Bengkulu Selatan van de provincie Bengkulu, Indonesië. Sebilo telt 341 inwoners (volkstelling 2010).